# Vjačeslav Cugba
Vjačeslav Cugba (plným jménem Vjačeslav Michail-ipa Cugba, abchazsky: Виачеслав Михаил-иԥа Цыгәба, gruzínsky: ვიაჩესლავ ცუგბას; nar. 1. ledna 1944) je abchazský politik a bývalý premiér Abcházie v letech 1999 až 2001. Ještě před tím byl dlouholetým předsedou Abchazské ústřední volební komise.

## Biografie
Cugba se narodil 1. ledna 1944 v malé vsi Aacy v okrese Gudauta v tehdejší Abchazské autonomní sovětské socialistické republice. Studoval na pedagogickém institutu v Suchumi, kde získal diplom v roce 1970. V roce 1978 ještě studoval politické vědy při stranické škole KSSS. V letech 1973 až 1975 byl prvním tajemníkem abchazského komsomolu a od roku 1975 do 1978 byl prvním tajemníkem Okresního výboru KSSS v Očamčyře. V roce 1978 se stal místopředsedou vlády Abchazské ASSR a člen Nejvyššího sovětu Abchazské ASSR. V těchto dvou funkcích působil až do roku 1989.
Dne 20. června 1991 byl jmenován předsedou Abchazské ústřední volební komise. Během válečných let 1992–1993 byl též na krátkou dobu členem vlády.

### Premiér Abcházie
Poté, co byl znovuzvolen prezident Vladislav Ardzinba, byl jmenován 20. prosince 1999 premiérem Abcházie. Za jeho premiérování došlo k mírnému urovnání gruzínsko-abchazských vztahů, přestože události ze šestidenní války byly ještě čerstvé a na území Abcházie často pronikali členové gruzínských polovojenských organizací. To bylo dáno zejména podepsáním další dohody s Gruzií o neřešení konfliktu silou, kdy vedl vyjednávání spolu s ministrem zahraničím Sergejem Šambou. Stejně jako všichni premiéři před ním byl i Cugba silně proti jakémukoliv sjednocení Abcházie s Gruzií.
Na začátku roku 2001 se ocitl pod palbou kritiky ze strany opozice, hlavně od hnutí Amcachara. Tento tlak, jenž byl na něj vyvinutý, však neustál a 15. května přinesl prezidentu Ardzinbovi svou rezignaci. Fakt, že chce rezignovat na funkci premiéra, však po dva týdny podléhal utajení, avšak na veřejnost se přesto dostaly zvěsti, že se něco děje, což tiskový mluvčí prezidentské kanceláře Raul Agrba vytrvale odmítal. 30. června 2001 však nakonec prezident Ardzinba jeho rezignaci přijal a na jeho místo jmenoval Anriho Džergeniju.
Ve své písemné rezignaci údajně napsal, že důvodem byla jeho nechuť nadále čelit „závažným problémům, jež se objevovaly v souvislosti s tvorbou zákonů, v neprofesionalitě a v nedostatku odbornosti administrativního aparátu na všech úrovních státní správy, v potřebě změnit management, nastavit přísné kontrolní mechanismy a konečně začít s opravdovým bojem proti organizovanému zločinu.“

### Člen parlamentu
Od roku 2002 byl Cugba členem Abchazského lidového shromáždění, kde vykonával funkci místopředsedy tohoto zákonodárného sboru. V roce 2007 byl znovuzvolen a nadále vykonával místopředsednickou funkci v lidovém shromáždění. V době války v Jižní Osetii v roce 2008 byl mezi těmi, kdo oficiálně požádali Rusko, aby uznalo nezávislost Abcházie. V roce 2012 mu skončil druhý poslanecký mandát a potřetí již nekandidoval. Pravděpodobně odešel do důchodu.